# Атлетски рекорди Русије у дворани за мушкарце
Ово је списак атлетских рекорда Русије у дворани за мушкарце у свим дисциплинама, које воде Међународна асоцијација атлетских федерација ИААФ, Европска атлетска асоцијација ЕАА и Сверуска федерација лаке атлетике ВФЛА. Приказано је стање рекорда на дан 25. март 2015.
| Дисциплина        | Резултат                                                                                                 | Име                                                                                   | Датум             | Такмичење             | Место, Држава          |       |
| ----------------- | --- | ------------------------------------------------------------------------------------- | ----------------- | --------------------- | ---------------------- | ----- |
| 50 м              | 5,61 | Александар Порхомовски                                                                | 14. фебруар 1994  |                       | Москва, Русија         |       |
| 60 м              | 6,52 | Андреј Григорјев                                                                      | 24. фебруар 1955. |                       | Волгоград, Русија      |       |
| 60 м              | 6,52 | Андреј Епишин                                                                         | 10. март 2006.    | СП 2006.              | Москва, Русија         | [ 1 ] |
| 150 м             | 16,42 | Глеб Ткаченко                                                                         | 11. фебруар 2010. | Ботнијске игре 2010.  | Korsholm, Финска       |       |
| 200 м             | 20,43 | Владимир Крилов                                                                       | 22. фебруар 1987. | ЕП 1987.              | Лијевен, Француска     |       |
| 300 м             | 32,75 | Роман Смирнов                                                                         | 8. фебруар 2011.  | Митинг Па де Кале     | Лијевен, Француска     |       |
| 400 м             | 45,90 | Руслан Машенко                                                                        | 1. март 1998      | ЕП 1989.              | Валенсија Шпанија      |       |
| 600 м             | 1:16,02                                                                                                  | Јуриј Борзаковски                                                                     | 7. фебруар 2010   |                       | Москва, Русија         |       |
| 800 м             | 1:44,15                                                                                                  | Јуриј Борзаковски                                                                     | 27. јануар 2001   | Митинг БВ-Банк        | Карлсруе, Немачка      |       |
| 1.000 м           | 2:17,10                                                                                                  | Јуриј Борзаковски                                                                     | 1. фебруар 2009.  |                       | Москва, Русија         |       |
| 1.500 м           | 3:36,68                                                                                                  | Вјачеслав Шабунин                                                                     | 22. фебруар 1998. | Митинг Па де Кале     | Лијевен, Француска     |       |
| миља              | 3:57,76                                                                                                  | Вјачеслав Шабунин                                                                     | 14. фебруар 1995  |                       | Москва, Русија         |       |
| 2.000 м           | 4:59,12                                                                                                  | Вјачеслав Шабунин                                                                     | 25. фебруар 2001. |                       | Лијевен, Француска     |       |
| 3.000 м           | 7:42,74                                                                                                  | Вјачеслав Шабунин                                                                     | 6. фебруар 1998   |                       | Будимпешта, Мађарска   |       |
| 5.000             | 13:35,71                                                                                                 | Валериј Абрамов                                                                       | 10. март 1982     |                       | Милано Италија         |       |
| 50 м препоне      | 6,44 | Јевгениј Борисов                                                                      | 10. фебруар 2009. |                       | Лијевен, Француска     |       |
| 50 м препоне      | 6,44 | Јевгениј Борисов                                                                      | 5. март 2010.     |                       | Лијевен, Француска     |       |
| 60 м препоне      | 7,44 | Јевгениј Борисов                                                                      | 16. фебруар 2008. |                       | Москва, Русија         |       |
| 110 м препоне     | 13,68 | Андреј Кислих                                                                         | 4. фебруар 1998.  |                       | Тампере Финска         |       |
| 300 м препоне     | 35,06 | Руслан Машенко                                                                        | 9. фебруар 1999.  |                       | Тампере Финска         |       |
| 2.000 м препреке  | 5:21,56                                                                                                  | Андреј Фарносов                                                                       | 14. фебруар 2010. |                       | Гент Белгија           |       |
| 3.000 м препреке  | 8:28,00                                                                                                  | Андреј Фарносов                                                                       | 18. фебруар 2004. |                       | Москва, Русија         |       |
| Скок увис         | 2,42 | Иван Ухов                                                                             | 24. фебруар 2014. | Праг митинг у дворани | Праг, Чешка            | [ 3 ] |
| Скок мотком       | 6,00 | Максим Тарасов                                                                        | 5. фебруар 1999.  |                       | Будимпешта, Мађарска   |       |
| Скок удаљ         | 8,43 | Станислав Тарасенко                                                                   | 26. јануар 1994.  |                       | Москва, Русија         |       |
| Троскок           | 17,77 | Леонид Волошин                                                                        | 6. фебруар 1994.  |                       | Гренобл, Француска     |       |
| Бацање кугле      | 21,40 | Сергеј Смирнов                                                                        | 6. фебруар 1987.  |                       | Пенза, Совјетски Савез |       |
| Седмобој          | 6.412 | Лев Лободин                                                                           | 8. фебруар 2003.  |                       | Москва, Русија         |       |
| Седмобој          | 6,88 (60 м), 7,45 (даљ), 16,67 (кугла), 2,07 (вис), 7,82 (60 м препоне), 5,20 (мотка), 2:46,35 (1.000 м) |                                                                                       |                   |                       |                        |       |
| 5.000 м ходање    | 18:07,08 СР                                                                                              | Михаил Шчеников                                                                       | 14. фебруар 1995. |                       | Москва, Русија         |       |
| 10.000 м ходање   | 39:21,0                                                                                                  | Владимир Андрејев                                                                     | 21. јануар 1997.  |                       | Москва, Русија         |       |
| 4 x 200 м штафета | 1:23,04                                                                                                  | Русија                                                                                | 30. јануар 1993.  |                       | Глазгов Шкотска        |       |
| 4 x 400 м штафета | 3:04,82                                                                                                  | Русија Aleksandr Ladeyshchikov Руслан Машенко Борис Горбан Андреј Сејмонов            | 11. мар 2001      | СП 2001.              | Лисабон Португалија    |       |
| 4 x 800 м штафета | 7:15,77                                                                                                  | Московски регион Roman Trubetskoy Дмитриј Букрејев Дмитриј Богданов Јуриј Борзаковски | 10. фебруар 2008. |                       | Москва Русија          |       |